# 弗蘭措森巴赫河
51°48′0″N 8°43′41″E / 51.80000°N 8.72806°E
弗蘭措森巴赫河（德語：Franzosenbach），是德國的河流，位於該國西部，流經北萊茵-威斯特法倫州，屬於羅特巴赫河的右支流，河道全長1.9公里，河口處在赫弗爾霍夫以東。